# Adam Tomasiak
Adam Tomasiak (Biesal, 15 febbraio 1953) è un ex canottiere polacco, vincitore della medaglia di bronzo con il quattro con a Mosca 1980.
Nella stessa edizione dei Giochi gareggiò anche nell'otto, con cui arrivò fino alla finale B nella quale l'imbarcazione polacca non scese in acqua chiudendo così al nono posto.
Quattro anni prima aveva partecipato a Montréal 1976, sempre con il quattro con, terminando ottavo.
In carriera vanta anche cinque medaglie ai Campionati del mondo di canottaggio: i due argenti con il quattro con ad Amsterdam 1977 e Monaco di Baviera 1981 ed i tre bronzi di cui due nel due con a Hamilton 1978 e Bled 1979 e uno nel quattro con a Duisburg 1983.

## Palmarès
- Giochi olimpici

Mosca 1980: bronzo nel quattro con.
- Campionati del mondo di canottaggio

Amsterdam 1977: argento nel quattro con.
Hamilton 1978: bronzo nel due con.
Bled 1979: bronzo nel due con.
Monaco di Baviera 1981: argento nel quattro con.
Duisburg 1983: bronzo nel quattro con.